# Trigger (TV-serie)
Trigger (koreanska: Teurigeo) är en sydkoreansk action- och thrillerserie som har premiär på strömningstjänsten Netflix den 25 juli 2025. Första säsongen består av 10 avsnitt.

## Handling
När olagliga vapen väller in i Sydkorea tar en beslutsam polis hjälp av en mystisk figur för att förhindra kaos i det vapenfria landet.

## Rollista (i urval)
- Kim Nam-gil - Lee Do
- Kim Young-kwang - Moon Baek
- Woo Ji-hyun - Yoo Jung-tae
- Jang Dong-joo
- Park Hoon
- Gil Hae-yeon
- Kim Won-hae